# Igreja Universal do Reino de Deus
Die Igreja Universal do Reino de Deus (IURD), in Deutschland als Universalkirche des Königreichs Gottes, Universalkirche des Gottesreiches oder als Universale Kirche vom Reich Gottes und im deutschsprachigen Internet und auf Werbeflyern als „Hilfszentrum UKRG e. V.“ bzw. als „Hilfszentrum Universal“ bezeichnet, ist eine als Wirtschaftsunternehmen strukturierte neo-charismatische Denomination der Pfingstbewegung mit Hauptsitz in Rio de Janeiro, Brasilien.
Sie wurde 1977 von dem in New York lebenden selbsternannten Bischof Edir Macedo, einem ehemaligen Lotterieangestellten, gegründet, der heute zu den reichsten Unternehmern Brasiliens zählt. Ihr deutscher Hauptsitz ist die Neue Nazarethkirche auf dem Leopoldplatz in Berlin-Wedding.

## Geschichte

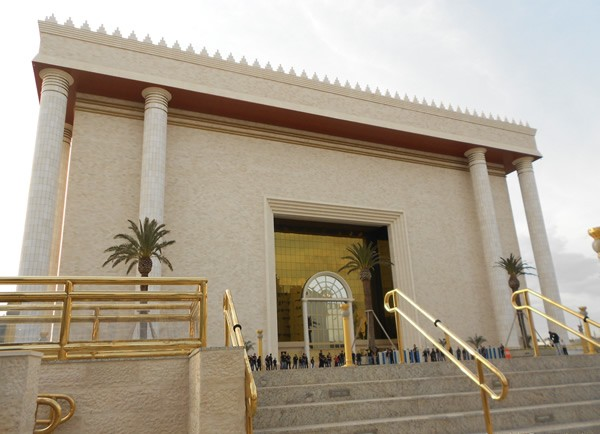
Der Tempel von Solomo, in São Paulo

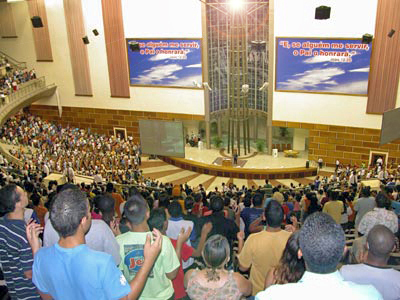
Catedral Mundial da Fé, Gottesdienst in Rio de Janeiro

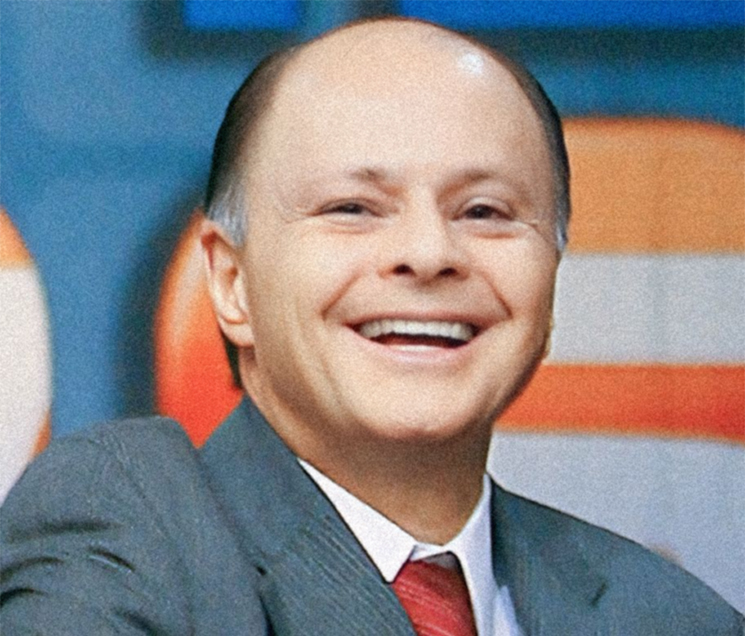
Edir Macedo, 2007

Im Juli 1977 wurde die Kirche von Edir Macedo Bezerra und seinem Schwager Romildo Ribeiro Soares, dem heutigen Führer der Iglesia Internacional de la Gracia de Dios (Internationale Kirche von Gottes Gnaden), in Rio de Janeiro gegründet. Beide gehörten ursprünglich der katholischen Kirche an und erhielten ihre ersten pfingstlerischen Lehren durch die Igreja de Nova Vida (Kirche des neuen Lebens), die ebenfalls dem Neopentekostalismus zuzurechnen ist.
Bereits 1984 gründete die Kirche ihren ersten eigenen Radiosender, 1989 kaufte Edir Macedo das Radio- und Fernsehnetzwerk Rede Record für 45 Millionen US-Dollar und 2000 wurde von der IURD das Liberty Radio England gekauft.
Heute besitzt die Kirche mehr als 76 Mittelwellen- und UKW-Radiostationen, mit denen sie 75 % des nationalen Territoriums abdecken, dazu kommen über 20 TV-Sender und über 100 Senderbeteiligungen.

## Die Theologie der IURD
Die Universalkirche des Königreichs Gottes ist eine moderne Kirche, die ähnliche Glaubenssätze wie andere evangelikale Kirchen und Pfingstgemeinden vertritt. Ihre Lehre steht dem Wohlstandsevangelium nahe und zeichnet sich unter anderem durch mitreißende Predigten, Tanz, Musik, Gesang, Exorzismus, Wunderheilung, einen hohen Spendenbedarf, modernes Management und Marketing aus.
Homosexualität wird ebenso wie vorehelicher Geschlechtsverkehr, Alkohol- und Drogenkonsum abgelehnt, aber im Gegensatz zu anderen evangelikalen Kirchen dürfen Frauen sich schminken und es bestehen keine strengen Kleidungsvorschriften. Die Gottesdienste werden in „Templo“ genannten Kirchengebäuden, aber auch umgewidmeten Sälen (z. B. ehemaligen Kinopalästen), an jedem Wochentag bis zu viermal täglich abgehalten. Die Predigten stehen jeden Tag unter einem anderen Thema, so werden Krankheit, Familienplanung, spirituelle Heilung oder wirtschaftlicher Erfolg den Gläubigen vermittelt.
Mit der Neo-Pfingstbewegung verbreitet sich auch eine neue Theologie, die „Theologie des Reichtums“, bzw. des Wohlstandsevangeliums. Materieller Reichtum wird als ein Zeichen der Liebe Gottes gedeutet. Dies bedeutet, je mehr ein Gläubiger an die Kirche spendet, desto größer ist die Wahrscheinlichkeit, das Gott ihn liebt und er dadurch selbst materiellen Reichtum erfährt. Bleibt der wirtschaftliche Erfolg aus, so ist dies nicht allein die Schuld des Gläubigen, sondern die der Dämonen, von denen der Gläubige möglicherweise besessen ist. So ist es auch zu verstehen, dass zu Beginn aller Massenversammlungen der IURD immer wieder die Rufe „Sai, Sai, Sai!“ (Geh hinaus, geh hinaus!) zu hören sind und einzelne, meist Frauen, nach vorne gebeten werden und von den positiven Folgen der Austreibung ihrer Dämonen berichten sollen. Teufelsbesessenheit wird auch als Ursache von Krankheiten, Drogenkonsum und vielen anderen persönlichen Problemen angesehen.

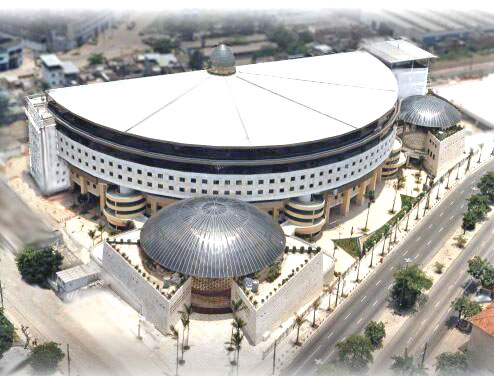
Die Catedral Mundial da Fé, in Rio de Janeiro

Beliebte Wundermittel sind z. B.
- geweihtes Olivenöl aus dem Garten Gethsemane
- geweihtes Wasser aus dem Jordan
- geweihte Tücher aus dem Heiligen Land
- geweihte Rose von Scharon, einige als solche bezeichneten Pflanzenarten aus dem Mittleren Orient und anderen Regionen
- Sand vom See Genezareth
- geweihtes Brot
- durch das Radio oder das Fernsehen geweihtes Wasser
- Geldspenden; „Das Geld ist für die Kirche das Gleiche wie das Blut für den Körper“ (Bischof Macedo)

Diese Hilfsmittel spielen neben der Hinwendung durch sogenanntes „starkes Gebet“ eine Rolle bei der Heilung von Kranken durch die Pastoren, meist unter Mitwirkung der versammelten Gemeinde.

## Die Kirche als multinationales Unternehmen

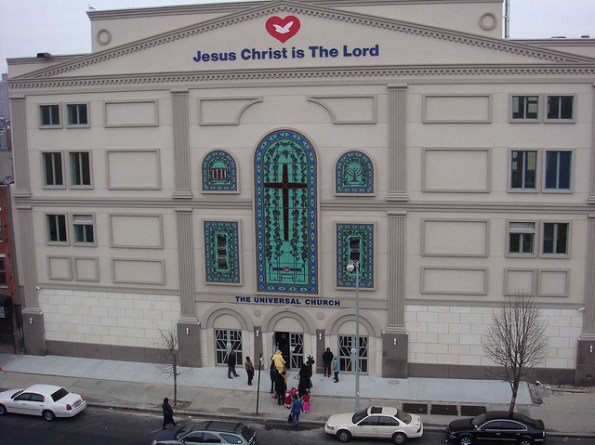
Tempel in New York City

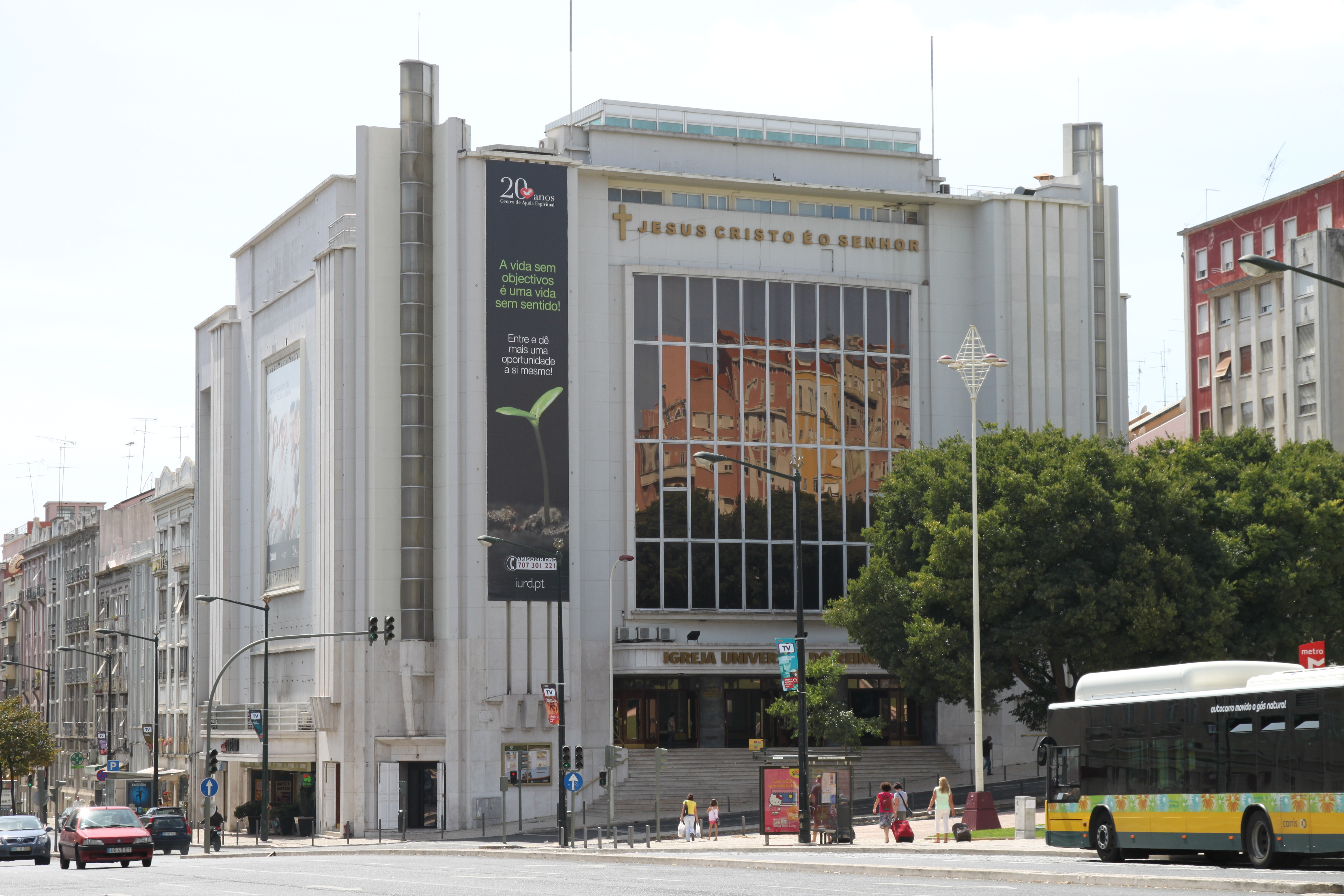
Tempel in Lissabon

Von Brasilien aus gründete die IURD Ableger zunächst in portugiesischsprachigen Ländern: in Angola, in Mosambik und in Portugal. 1992 entstand eine Niederlassung in Paris und 1995 eine Niederlassung in London.
Die Kirche hat heute weltweit an die 6 Millionen Mitglieder, davon 1,873 Millionen in Brasilien (nach eigenen Angaben 8 Millionen). Es gibt ca. 8.000 Kirchengemeinden in über 100 Ländern der Welt, wobei diese in lusophonen Ländern besonders zahlreich sind. Diverse Unternehmen, meist Radio- (z. B. Liberty-Radio) und TV-Stationen (z. B. Rede Record, Pare de sufrir), gehören ebenso zu ihr wie Tourismus-Unternehmen, Verlage für Bücher, Zeitungen, Musik-CDs und DVDs. Ihr Einfluss reicht bis in die Politik: Lulas ehemaliger Vizepräsident José Alencar (Ex-PL) war Mitglied der Partido Republicano Brasileiro, dem politischen Arm der IURD.
Der Hauptsitz liegt in der Avenida Dom Hélder Câmara (ehemals Avenida Suburbana) des Del Castilho-Viertels in Rio de Janeiro. Die Catedral Mundial da Fé („Weltkathedrale des Glaubens“) oder auch der Templo da Glória do Novo Israel oder nur Haupttempel misst 45.000 m², mit den Außenbereichen und eigenem angeschlossenen Hubschrauberlandeplatz sogar 72.000 m². Sie fasst bis zu 14.000 Gläubige. Der Bau soll 200 Millionen US-Dollar gekostet haben.
Alleine der Immobilienbesitz der IURD dürfte viele Millionen US-Dollar Wert sein. Zu den von der Religionsgemeinschaft unterhaltenen Kirchengebäuden zählt unter anderem das nunmehr als Kirche genutzte Gebäude des gleichnamigen ehemaligen Kinos Cine Trocadero in der uruguayischen Hauptstadt Montevideo.
Die Kirche verlangt von ihren Mitgliedern mindestens den 10. Teil ihres Einkommens als Spende, den Zehnt. Hierdurch werden große Mengen Gelder angehäuft. Zusätzlich werden Kirchenbesucher während der Gottesdienste dazu genötigt, weitere „freiwillige“ Spenden abzugeben.
Es wird angenommen, dass die Igreja Universal do Reino de Deus alleine in Brasilien jährliche Einnahmen in Höhe von 1,4 Milliarden Dollar erzielt.

## Templo de Salomão
In São Paulo wurde 2014 ein im Auftrag der „Universalkirche vom Reich Gottes“ gebauter 55 Meter hoher Nachbau des Salomonischen Tempels eingeweiht. An der Tempeleinweihung nahmen Vertreter der jüdischen Gemeinschaft, Staatschefin Dilma Rousseff und führende Politiker des Landes teil.

## Verbindungen in die organisierte Kriminalität
In jüngerer Zeit treten ehemalige Kämpfer von Favelabanden wie z. B. der Amigos dos Amigos als Prediger der IURD oder anderer Pfingstsekten auf. Die Kämpfer werden z. B. nach Verletzungen gezielt angeworben, ihnen wird „seelischer Beistand“ seitens der Kirche versprochen. Die ehemaligen Kriminellen geben zwar an, sich von der Gewalt losgesagt zu haben, die Verbindungen in die Unterwelt bestehen aber weiterhin. Einige Gangs fordern inzwischen von den Favela-Bewohnern, sich an einen streng christlichen Lebenswandel zu halten.

## Konflikte mit der Justiz
Im Jahr 2009 wurden Edir Macedo sowie neun weitere Verdächtige von der brasilianischen Justiz wegen Geldwäsche, Steuerhinterziehung, Veruntreuung von Spendengeldern, Betrug und Bildung einer kriminellen Vereinigung angeklagt. Diese Anklagepunkte wurden zwar 2010 fallengelassen, die wegen Geldwäsche und illegalem Devisentransfer im Jahre 2011 jedoch wieder aufgenommen.
Da hohe Summen auch über US-amerikanische Finanzfirmen in Steueroasen transferiert wurden, ist auch die US-amerikanische Steuerbehörde an Untersuchungen beteiligt.
Im Januar 2013 hat die Regierung von Uruguay eine Untersuchung zum Finanzgebaren der großen evangelikalen Kirchen IURD und „Dios es Amor“ eingeleitet. 2017 wurden in Portugal Untersuchungen aufgenommen wegen Vorwürfen sie sei an illegalen Adoptionen beteiligt gewesen, bei denen die Kinder von ihren Eltern gestohlen und nach Übersee gebracht worden sein sollen.

## DieIgreja Universalin Deutschland
In Deutschland ist die Glaubensgemeinschaft unter der Bezeichnung Hilfszentrum UKRG e.V als eingetragener Verein aktiv. Durch mobile Pastoren können Gottesdienste auf Abruf in ganz Deutschland organisiert werden. Die Pastoren sind meist Brasilianer oder brasilianischer Herkunft und führen den Kult primär in portugiesischer Sprache durch. Hierbei wird direkt Bezug auf die Notwendigkeit von Geld- und Sachspenden in beliebiger Höhe genommen. Geeignete Bibelstellen gepaart mit einem autoritären Predigerstil dienen als Grundlage für regen Geldfluss. Auf die individuellen Bedürfnisse der Gläubigen wird wenig Rücksicht genommen.

## Einordnung
Reinhard Hempelmann von der Evangelischen Zentralstelle für Weltanschauungsfragen (EZW) sagte 2018 dem evangelikalen Christlichen Medienmagazin pro, bei der IURD handle es sich um eine einflussreiche religiöse Gemeinschaft, die vor dem Hintergrund der Ausbreitung des Neo-Pentekostalismus und des Neupfingstlertums in dem Land zu verstehen sei.
Theologisch sieht Hempelmann eine große Nähe zur Wort-des-Glaubens-Bewegung. So gehörten die Verkündigung eines Wohlstands- und Gesundheitsevangeliums, die Dämonisierung von Krankheit, das gesetzliche Verständnis des Zehnten und die Heilungs- und Wohlstandsrituale zur Praxis der Kirche. Armut werde als Folge von „Ungehorsam“ gesehen. Die Ausbreitung der Igreja Universal do Reino de Deus sei „seit Jahrzehnten begleitet gewesen von Skandalen und Austritten“, sagte Hempelmann.
Der Kirche wurde wiederholt vorgeworfen, dass Spendengelder, die für soziale Projekte bestimmt waren, für private Luxusgüter wie Autos, Grundbesitz und Juwelen ausgegeben werden.

## Audio
- Brasilianische Freikirche in Berlin „Das Geld ist der Grundstein im Werk Gottes“, von Peter B. Schumann, Deutschlandfunk Kultur 6. Oktober 2019